# Judo na Igrzyskach Panamerykańskich 1963
Turniej w ramach Igrzysk w São Paulo 1963.

## Klasyfikacja medalowa
Gospodarz zawodów został zaznaczony kolorem.
| Klasyfikacja medalowa | Klasyfikacja medalowa | Klasyfikacja medalowa | Klasyfikacja medalowa | Klasyfikacja medalowa | Klasyfikacja medalowa |
| Miejsce               | państwo               | Złoto                 | Srebro                | Brąz                  | Razem                 |
| --------------------- | --------------------- | --------------------- | --------------------- | --------------------- | --------------------- |
| 1                     | Stany Zjednoczone     | 3                     | 1                     | 0                     | 4                     |
| 2                     | Brazylia              | 1                     | 3                     | 0                     | 4                     |
| 3                     | Urugwaj               | 0                     | 0                     | 3                     | 3                     |
| Razem                 | Razem                 | 4                     | 3                     | 3                     | 11                    |

## Medaliści
| Konkurencja | 1. miejsce        | 2. miejsce      | 3. miejsce        |           |
| Mężczyźni   | Mężczyźni         | Mężczyźni       | Mężczyźni         | Mężczyźni |
| ----------- | ----------------- | --------------- | ----------------- | --------- |
| 70 kg       | Toshiyuki Seino   | Jorge Yamashita | ----              |           |
| 80 kg       | Lhofei Shiozawa   | Paul Maruyama   | Rómulo Etcheverry |           |
| 93 kg       | George Harris     | Milton Lovato   | Heraldo Viazzi    |           |
| Open        | Benjamin Campbell | Georges Mehdi   | Joaquín Andrade   |           |